# Buddha háztartások
Szangha-, és buddha -háztartások az Északi Vej-dinasztia korszakában.

## Történelmi háttér
Ez az időszak volt a buddhizmus első fénykora Kínában. A IV. században, a kettészakadt ország északi felében a Topa törzs megalapította a Vej-dinasztiát. Elfoglaltak egy, a Han-dinasztia által uralt területet, s magukéba olvasztották annak kultúráját, átvették a konfuciánus udvarszerkezetet, bürokráciát. A taoizmus háttérbe szorult, inkább már csak a buddhizmus megértését szolgálta.

## Bódidharma
A huszonnyolcadik indiai pátriárka, Bódhidharma, a Déli Vu császárnál tett látogatása után  északon, Lojangban telepedett meg, s alapította meg a Csan iskolát.

## Művészet
A meghódított területen fekszik a tunhuang-i (Ezer Buddha) barlangtemplom, a Vejek folytatták ennek építését.A homokkőfalba vájt 492 üregét 366-1300 között építették ki. A barlangokat buddhista szövegeket illusztráló falfestményekkel és favázra tapasztott festett agyagszobrokkal díszítették. Valószínűleg indiai mesteremberek, és az őket másoló kínai művészek végezték a munkát. Erős indiai és belső-ázsiai hatás érezhető a kialakításon, nagyméretű ülő és álló Buddha-szobrok jelennek meg, indiai ismertetőjegyekkel. Az auraábrázolás ebben a korban alakul ki, valószínűleg perzsa-turkesztáni hatásra. A legkorábbi festmények dzsátakákat illusztrálnak. Az indiai folklórban a buddhizmus előtt kiformálódott mesék, mondák egy részét az eredeti nevek személyek megőrzésével átvették a buddhisták, azonban a lélekvándorlás tételének segítségével szimbolikus jelentőséget adtak nekik. Buddha is előzőleg számtalan alakban jelent meg madarak, állatok, ember képében. Régi mesék rokonszenves hőseiből lettek Buddha előző megtestesülései, a mesék intrikusaiból ellenszenves gonosz figuráiból Buddha ellenségei pl, Dévadatta. Ezek az előzetes életek adják a dzsátakák tartalmát. 
A fennmaradt falfestmények, tekercsképek, templomi zászlók és könyvillusztrációk két típusba sorolhatók. Az egyik a kultikus képtípus, melynek célja a vallásos áhítat, az elmélkedés, és alakokat, vagy csoportokat ábrázol. A másik csoport az illusztratív képek, melyek valamilyen tanítást, vagy tanító célzatú történetet magyaráznak, általában rendkívül mozgalmas megfogalmazásban. A kultikus képtípus fő témája általában nem a Buddha személye, mivel az eredeti, aszketikus felfogásban csak a Tant ábrázolták (lótusz, kerék) de  a későbbiekben a Buddha ábrázolása is előfordul, meztelen felsőtesttel, vagy kinyílt köntösben, lótuszülésben, csigás fejdísszel, megnyúlt fülekkel, mudrákkal  (szimbolikus kéztartások). Az egyalakos képek legtöbbje valamelyik bodhiszattvát jeleníti meg. Két fő típusuk a Maitréja, a megváltó, vagy eljövendő Buddha, és Avalókitésvara (a kínai Kuan-jin), a könyörület Bódhiszattvája. Maitréja ábrázolásáin általában a félelmet eloszlató mudrájával jelenik meg, míg Avalókitésvara állva, mezítelen felsőtesttel, szalagokkal, diadémmal, nyakláncokkal, függőkkel, karperecekkel, egyik kezében füstölő edénnyel, vagy virágokkal. Nőies vonású, időnként mellekkel, de sokszor keskeny bajusszal megjelenő, androgün lényként ábrázolják. Később, a X. század környékén már egyértelműen nőalakként jelenik meg. A csoportos ábrázolású kultikus képeken a Buddhát Bodhiszattvák, tanítványok és szent életű, borotvált szerzetesek veszik körül.

## Szangha- és buddha-háztartások
A szangha- és buddha-háztartások eredete 467-re nyúlik vissza, amikor az Északi Vej hadsereg elfoglalta a mai Sandong két városát. A kínai lakosságot a fővárosba, Datongba hurcolták, majd szolgasorba vetették őket, és mezőgazdasági munkát végeztettek velük. Tanjao felfigyelt ezeknek az embereknek a sanyarú sorsára, akik korábban szabad emberek voltak, és a felső osztályhoz tartoztak. Tudta, hogy a buddhizmus terjesztéséhez először az egyház gazdasági alapjait kell megteremteni. Feliratban fordult a császárhoz, hogy ezeket a szolgákat helyezzék át a császári udvartartásból az egyházi birtokokra, hogy ezáltal megszervezhessék a szangha és buddha háztartásokat. A császár beleegyezett Tanjao kérésébe, és 470–476-ig két háztartás jött létre. A szangha háztartások bizonyos számú családból álltak, akik a helyi szangha hivatalnak szolgáltattak be gabonát, amelyet elraktároztak, éhínség idején pedig szétosztották az arra rászorulók között. A begyűjtött gabonát el is adhatták, hogy a bevételt vallási célokra fordítsák. A buddha háztartás bűnözők és szolgák csoportjából tevődött össze, akik a kolostorhoz tartozó földeket művelték, fizikai munkát végeztek: a kolostor körül söpörtek, vizet hordtak és fát vágtak. A buddha háztartás célja az volt, hogy bevonják a bűnözőket a termelő munkába, hogy így csökkentsék az államra nehezedő terhet eltartásukban. A szangha háztartás a mezőgazdasági munkát növelte, éhínség idején segítséget nyújtott a lakosságnak. Mindkét új intézmény áldásos volt az államnak, s közben a buddhizmus is erősödött, széles körökben terjedt.